# Syzygium cumini
Syzygium cumini jambolanäpple är en myrtenväxtart som först beskrevs av Carl von Linné, och fick sitt nu gällande namn av Homer Collar Skeels. Syzygium cumini ingår i släktet Syzygium och familjen myrtenväxter. Inga underarter finns listade i Catalogue of Life.

## Bildgalleri

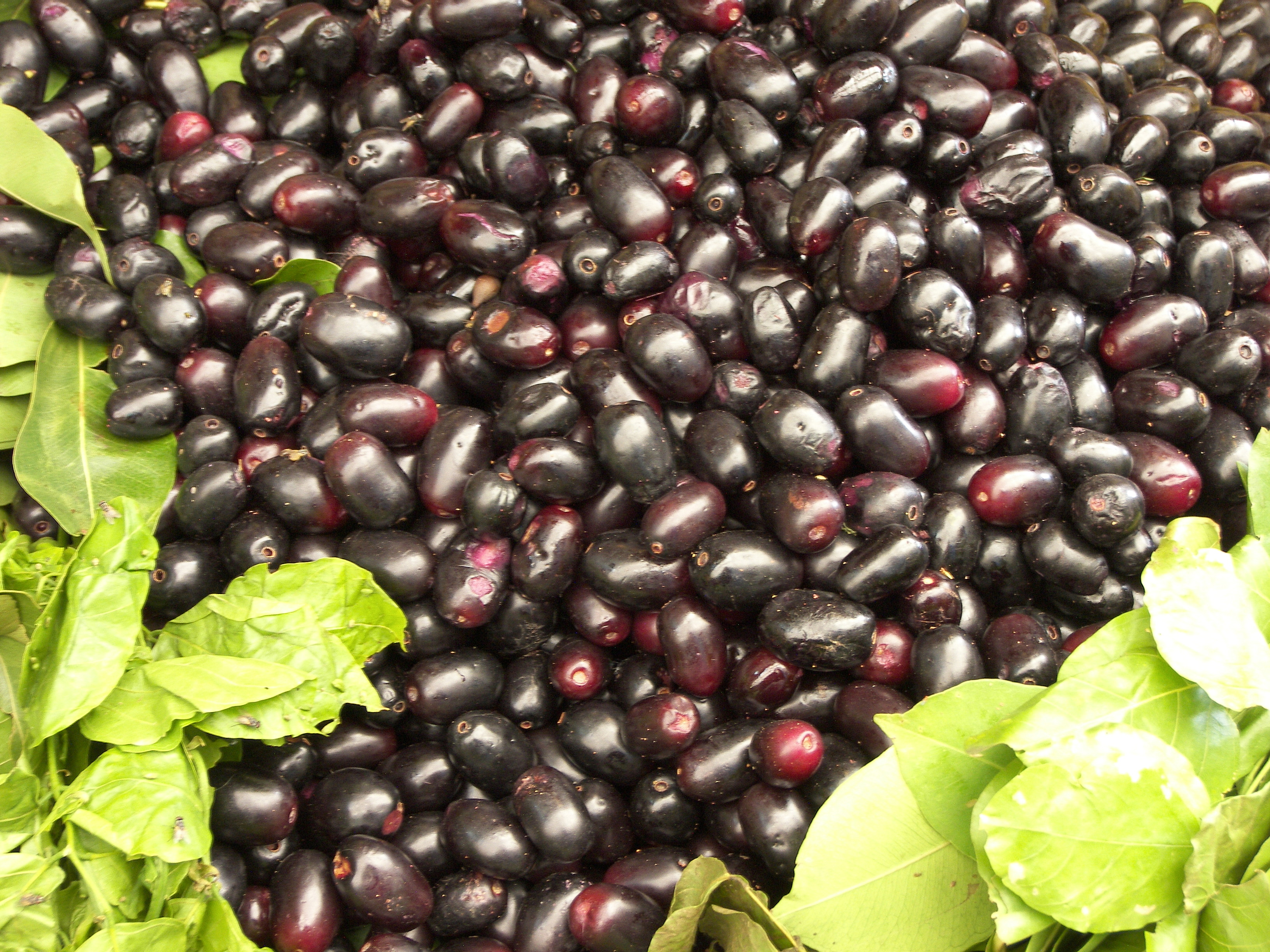
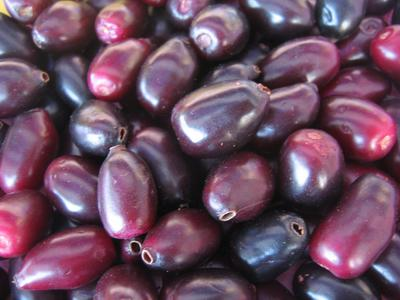
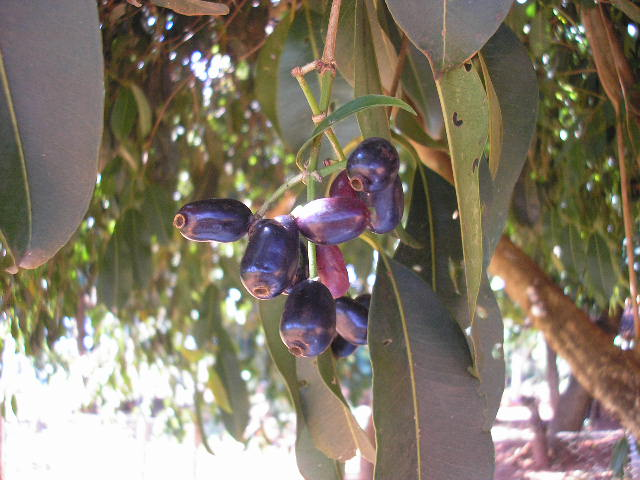
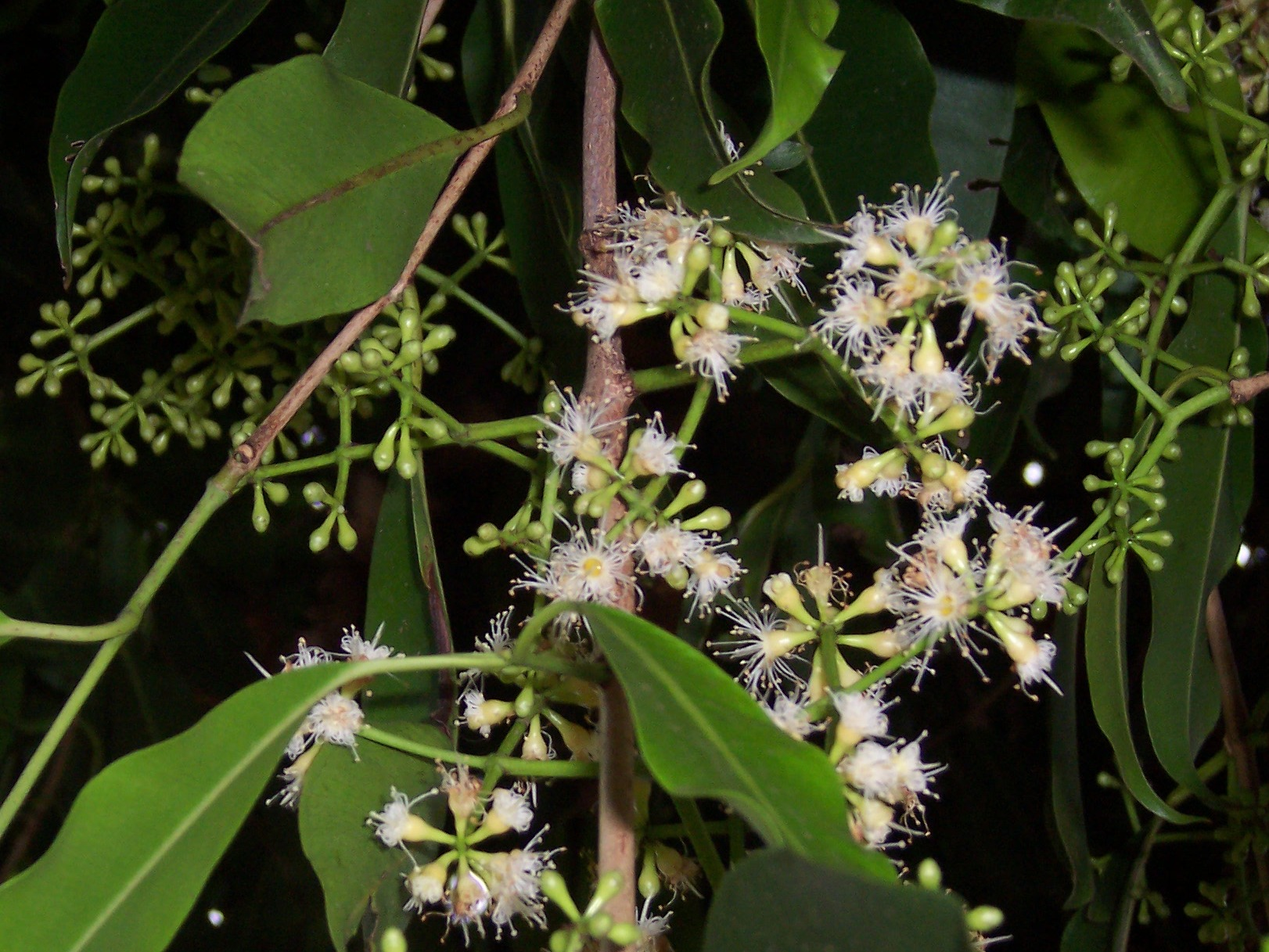
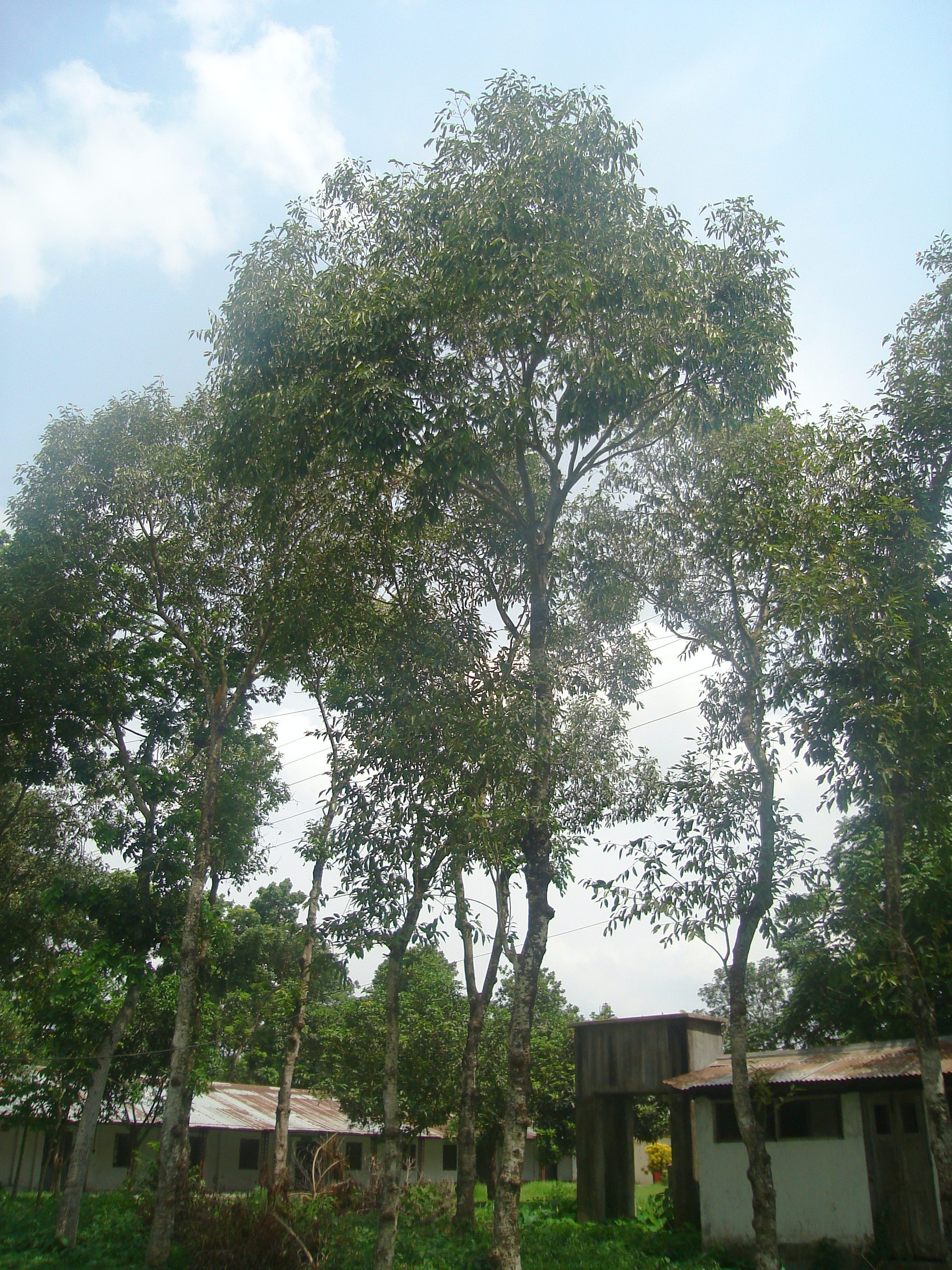
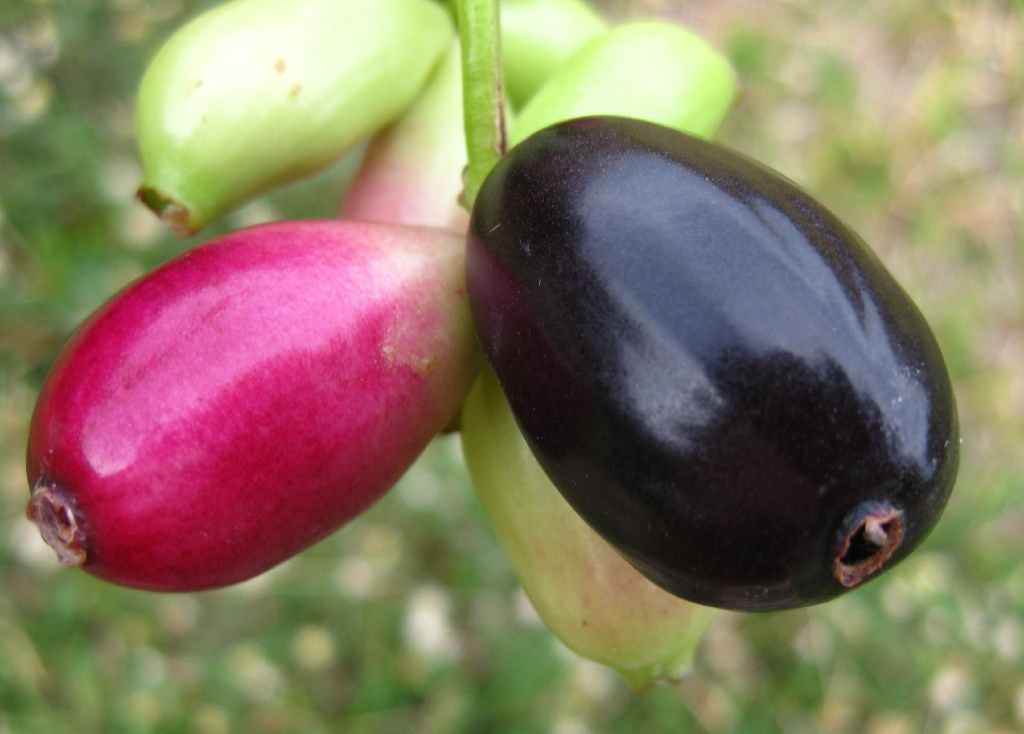
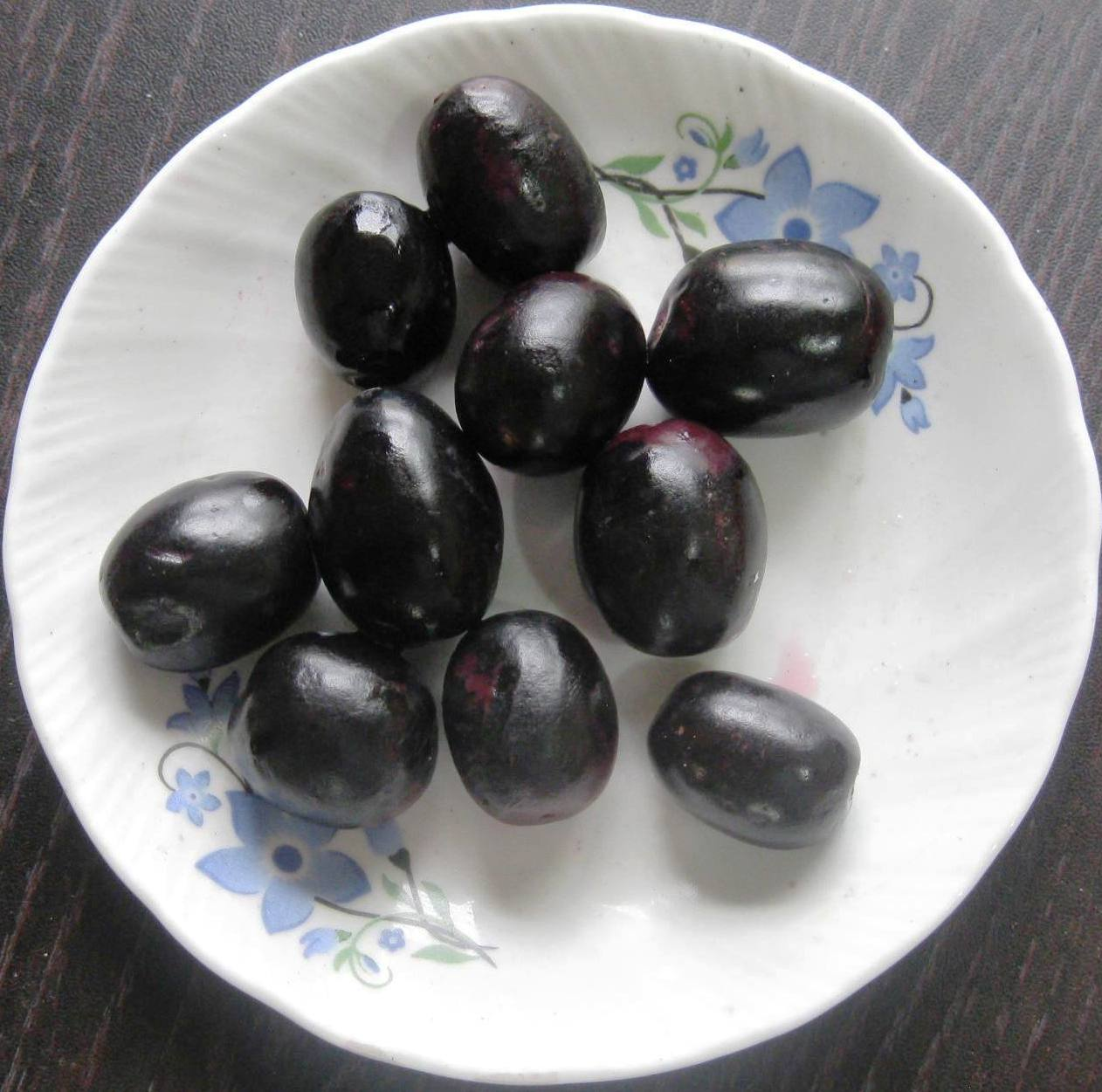
Syzygium cumini frukter
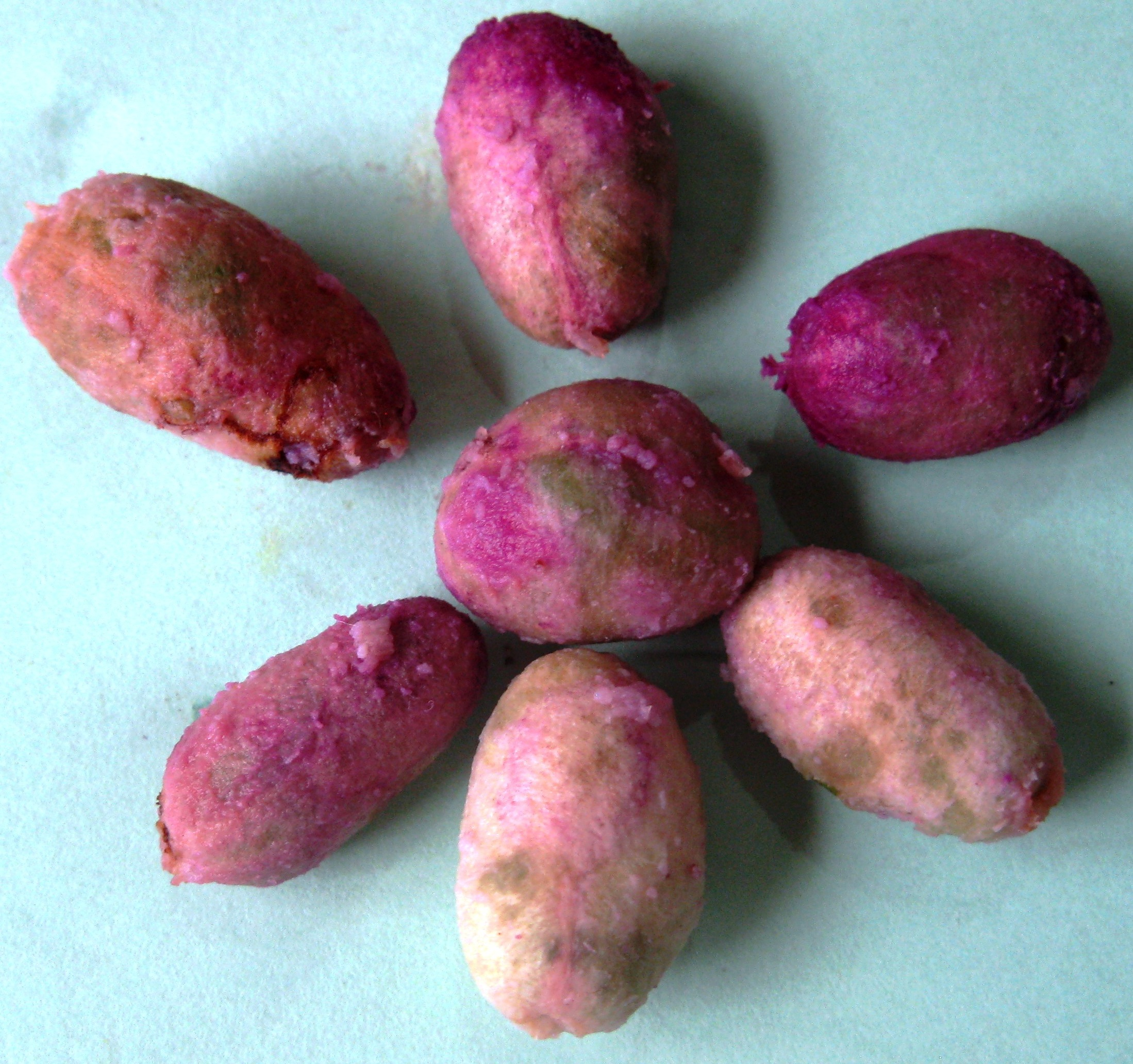
Syzygium cumini frön